# Елшанка Вторая
Елшанка Вторая — село в Бузулукском районе Оренбургской области России. Входит в состав муниципального образования сельское поселение Верхневязовский сельсовет.

## География
Село расположено на юге района на реке Елшанка (приток Самары), в 50 км к юго-востоку от города Бузулука.

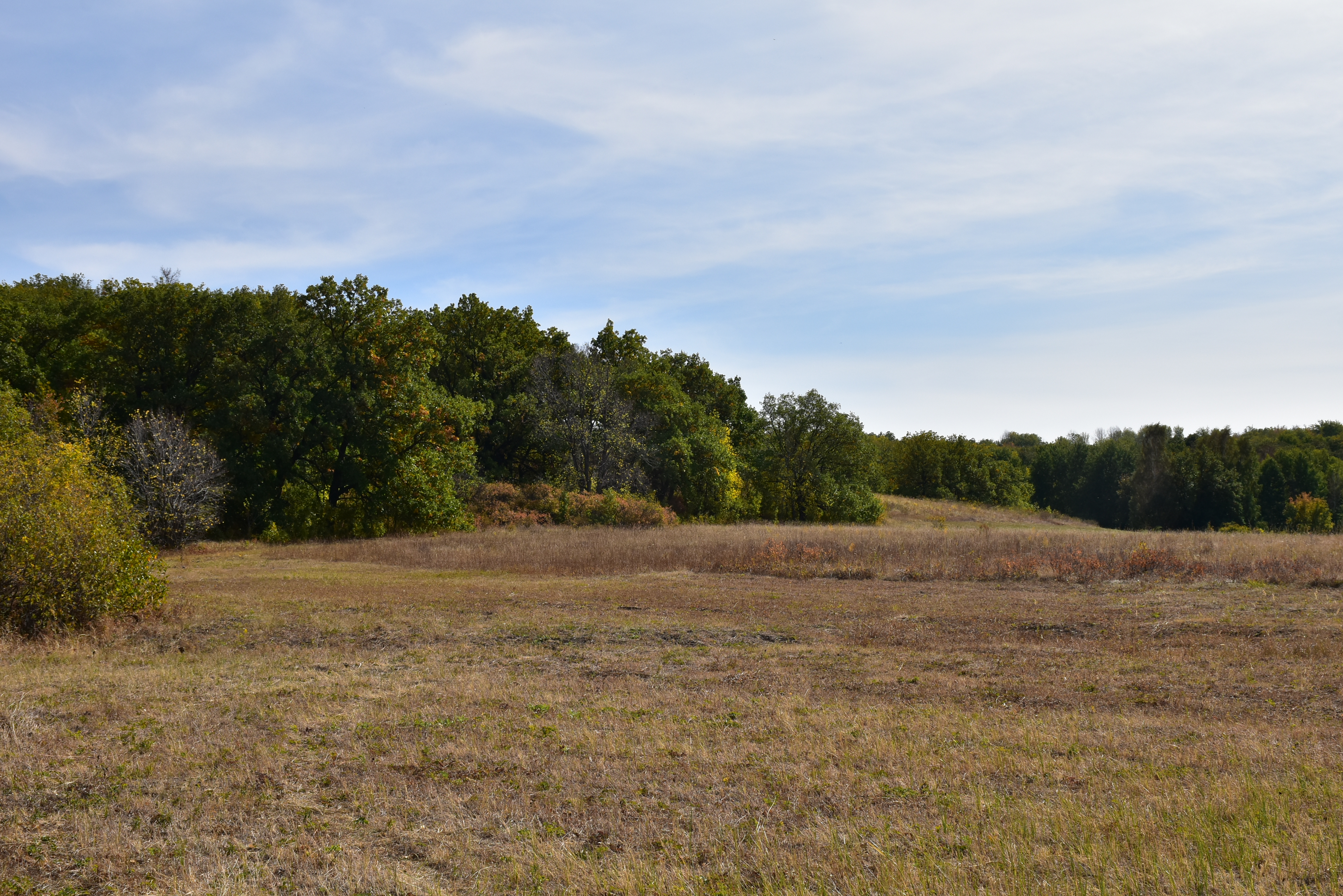
Дубрава Вязовского уступа

## История
Основано в 1794 году чувашскими и русскими переселенцами.

## Население
| 2003 | 2010 |
| ---- | ---- |
| 195  | ↘118 |

Национальный состав
По данным Всероссийской переписи населения 2010 года:
| № | Национальность | Численность, чел. | Доля |
| - | -------------- | ----------------- | ---- |
| 1 | русские        | 92                | 78 % |
| 2 | мордва         | 16                | 14 % |
| 3 | другие         | 10                | 8 %  |

## Уроженцы
Михаил Иванович Мартынов — генерал-лейтенант Советской Армии, участник советско-финской и Великой Отечественной войны, Герой Советского Союза.

## Достопримечательности

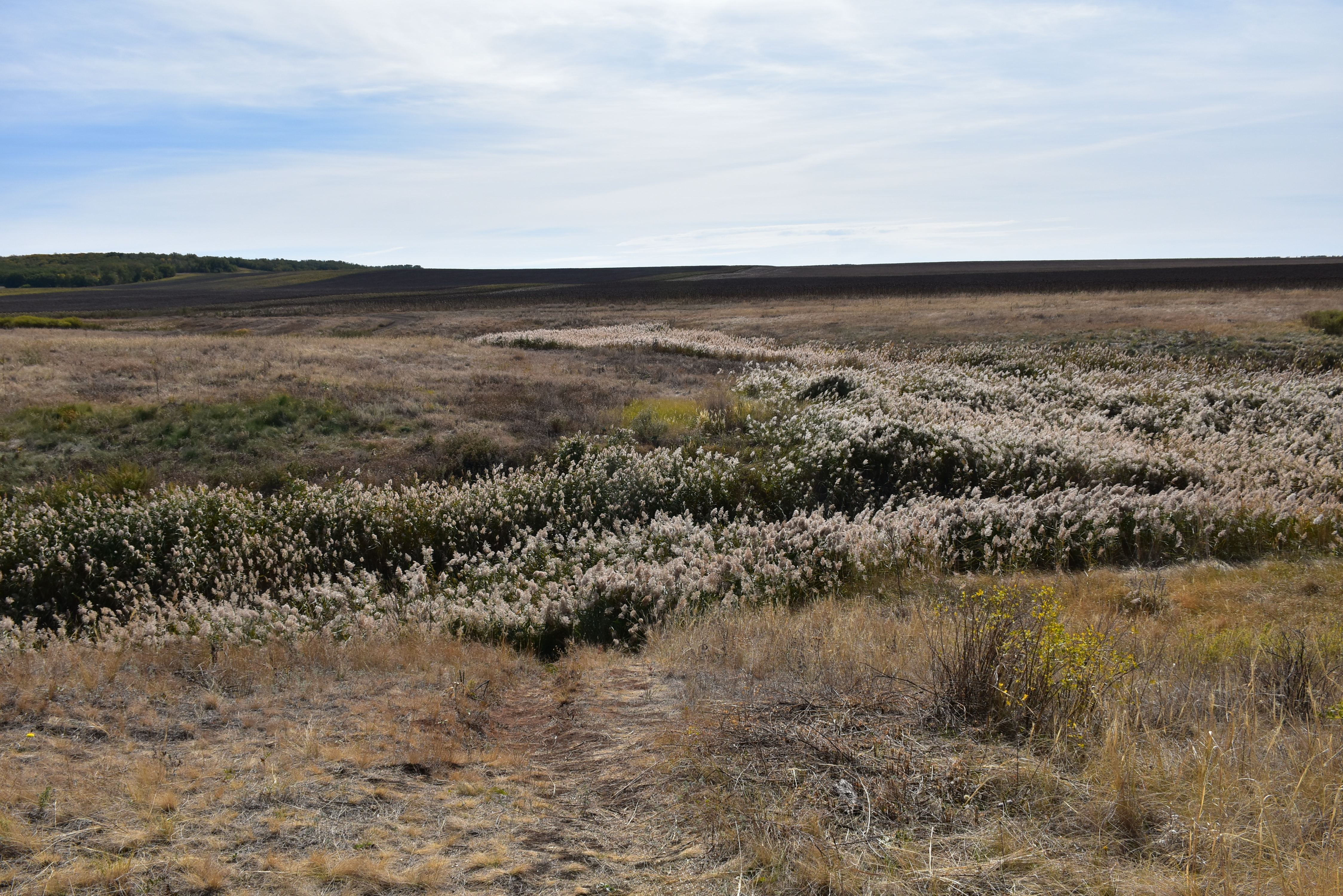
Родник Первый Елховый

- Черноольшаник у 2-й Елшанки — ландшафтно-ботанический памятник природы. Эталон ленточных приручьевых черноольшаников.[5]
- Родник Первый Елховый — гидрогеологический памятник природы. Небольшой родник — место выхода на поверхность подземных вод, пестроцветных аргиллитов и песчаников татарского яруса перми.[6]
- Нагорная дубрава Вязовского уступа — ландшафтно-геоморфологический памятник природы. Является ярким примером отражения в рельефе и ландшафте тектонических деформаций.[7]

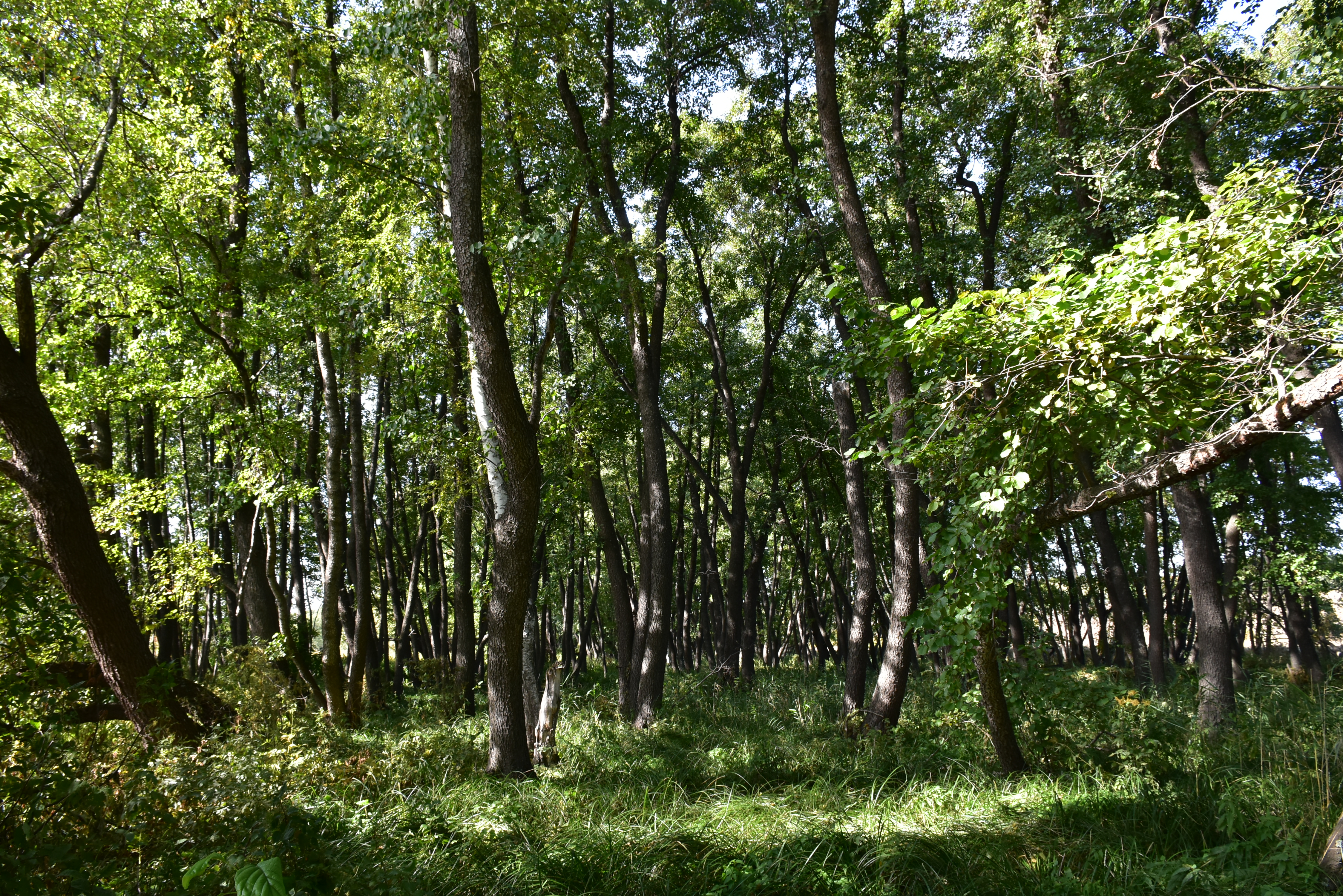
Черноольшаник

- Гора Большая у 2-й Елшанки.